# Islands (album de King Crimson)
Cet article concerne l'album de King Crimson. Pour l'album de Mike Oldfield, voir Islands.
Pour les articles homonymes, voir Islands.
Albums de King Crimson
Lizard
(1970) Earthbound
(1972)
Albums studio par King Crimson
Lizard
(1970) Larks' Tongues in Aspic
(1973)
Albums par Peter Sinfield
Lizard
(1970) Still
(1973)
Islands est le quatrième album studio du groupe King Crimson, sorti fin 1971.

## Historique
Le chanteur/bassiste Gordon Haskell et le batteur Andy McCulloch, ayant quitté le groupe après la sortie de Lizard, sont respectivement remplacés par l'ex-Tea Times Four et The Boz People, Boz Burrell et Ian Wallace, ex-Warriors de Jon Anderson. À l'origine, Burrell est seulement chanteur : la légende veut que ce soit Robert Fripp, pour qui le chanteur d'un groupe doit en être le bassiste, qui lui ait appris à jouer de la basse , Ian Wallace déclarant malicieusement que Burrell, extrêmement concentré sur son instrument, offrait en concert une précision de métronome sur laquelle il s'alignait.
Cette formation de King Crimson (complétée par le saxophoniste Mel Collins, déjà présent sur Lizard) est en effet la première à se produire sur scène depuis 1969. Toutefois, elle ne dure guère plus longtemps que les précédentes : elle éclate dès avril 1972. 
Islands est également le dernier album de King Crimson dont les paroles sont écrites par Peter Sinfield, qui quitte le groupe quelques mois avant sa dissolution, et se veut un hommage à la gent féminine, en particulier à travers les métaphores de l'île, du marin et de son épouse.
Album étonnamment romantique dans l'œuvre de King Crimson sur lequel interviennent de nombreux jazzmen et la soprano Paulina Lucas. La pochette de l'album représente la nébuleuse Trifide.

## Titres

### Face A
1. Formentera Lady (Fripp, Sinfield) – 10:14
2. Sailor's Tale (Fripp) – 7:21
3. The Letters (Fripp, Sinfield) – 4:26

### Face B
1. Ladies of the Road (Fripp, Sinfield) – 5:28
2. Prelude: Song of the Gulls (Fripp) – 4:14
3. Islands (Fripp, Sinfield) – 11:51

## Édition remasterisée
À l'occasion du quarantième anniversaire de sa sortie, une édition remasterisée par Steven Wilson à la demande de Rober Fripp est publiée en 2011. Elle comprend un CD et un DVD-A.

### Titres (CD)
Le CD comprend six titres bonus : cinq versions alternatives de chansons de l'album et un inédit, A Peacemaking Stint Unrolls, ébauche de la future Larks' Tongues in Aspic, Part I.
1. Formentera Lady – 10:14
2. Sailor's Tale – 7:21
3. The Letters – 4:26
4. Ladies of the Road – 5:28
5. Prelude: Song of the Gulls – 4:14
6. Islands – 11:51
7. Islands (Studio Run Through With Oboe Prominent) - 2:02
8. Formentera Lady (Take 2) - 2:24
9. Sailor's Tale (Alternate Mix) - 3:37
10. A Peacemaking Stint Unrolls - 3:55
11. The Letters (Rehearsal Outtake) - 2:43
12. Ladies of the Road (Robert Fripp & David Singleton Remix) - 5:43

### Titres (DVD-A)
Le DVD-A contient :
- un mix surround 5.1 de l'album (produit par Steven Wilson et Robert Fripp) ;
- un mix stéréo de l'album ;
- le mix original du remaster de 1991 ;
- un « album alternatif » composé de prises alternatives des titres ;
- Routes to Islands, un ensemble de répétitions, de prises basiques et d'enregistrements en concert ;
- d'autres versions alternatives de Ladies of the Road et Formentera Lady.

## Musiciens
- Selon le livret inclut avec l'album :

### King Crimson
- Robert Fripp : guitare, mellotron, harmonium sur (6)
- Boz Burrell : basse, chant
- Mel Collins : saxophones, flûtes, flûte basse sur (6), chœurs
- Ian Wallace : batterie, percussions, chœurs
- Peter Sinfield : parolier, conception et peinture de la couverture

### Musiciens additionnels
- Paulina Lucas : chant soprano sur (1)
- Keith Tippett : piano
- Robin Miller : hautbois
- Mark Charig : cornet à pistons
- Harry Miller : contrebasse (1, 6)